# Fred Mennens
Fred Mennens,  (Ámsterdam, 20 de junio de 1949) es un escultor neerlandés.

## Vida y obra
Algunas de sus esculturas están instaladas en Groninga, Hoogezand, Onderdendam y Veenhuizen. Mennens también está trabajando en colaboración con otros artistas, como Henk Vos y Wetzels Gon. 
Además de su trabajo como artista, Mennens está activo en el campo del diseño de interiores. Entre otros hace muebles con terrazo y taraceas.
| Año de instalación | Descripción                                  | Artista            | Calle                           | Lugar               | Material        | Imagen                                                                                            |
| ------------------ | -------------------------------------------- | ------------------ | ------------------------------- | ------------------- | --------------- | ------------------------------------------------------------------------------------------------- |
| 1984               | Tres cuñas Drie wiggen                       | Mennens            | Parque de la Ciudad (Stadspark) | Groninga            |                 |                                                                                                   |
| 1990               | arcos bogen                                  | Mennens            | Kiel-Windeweer                  | Hoogezand-Sappemeer | div. materiales |                                                                                                   |
| ?                  | Cazador Het jagertje                         | Mennens            | Uiterdijk                       | Onderdendam, Bedum  | bronce          | (enlace roto disponible en Internet Archive; véase el historial, la primera versión y la última). |
| 1980               | Sin título (3 partes) zonder titel (3 delen) | Mennens y Henk Vos | Heerdenpad 8 (en la escuela)    | Groninga            |                 |                                                                                                   |
| 1982               | Oosterdiep nº 1 , 2 y 3                      | Mennens            |                                 | Wildervank, Veendam |                 |                                                                                                   |